# BAW

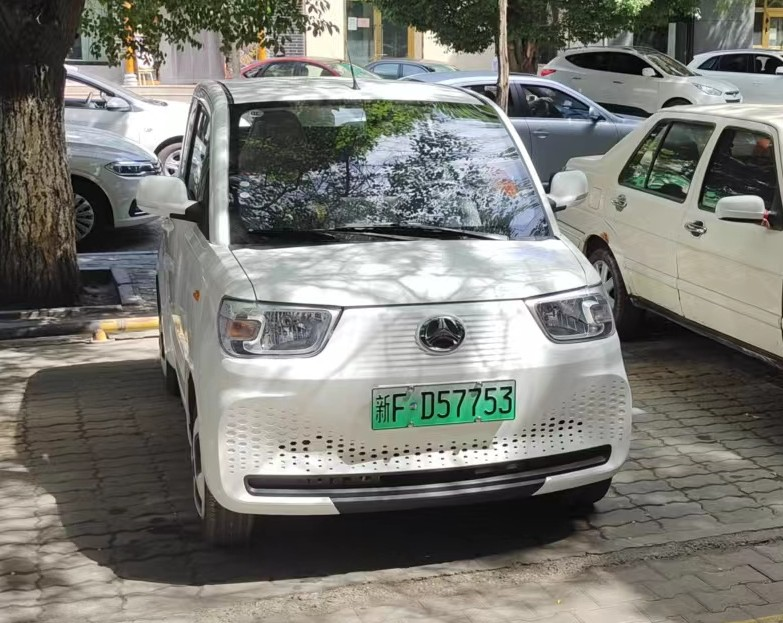
BAW Yuanbao

Beijing Automobile Works (BAW, chiń. upr. 北京汽车制造厂有限公司, chiń. trad. 北京汽車製造廠有限公司) – chińskie przedsiębiorstwo branży motoryzacyjnej z siedzibą w Qingdao. BAW produkuje samochody terenowe, lekkie samochody ciężarowe, pick-upy, mikrobusy oraz pojazdy wojskowe.

## Historia
Firma Beijing Automobile Works została założona w 1953 roku jako Pierwsza Fabryka Akcesoriów, a w 1958 roku została przemianowana na Beijing Automobile Works. W 1987 roku firma połączyła się z Beijing Motorcycle Company, tworząc Automobile and Motorcycle United Company (BAM).
Nowoczesna firma Beijing Automobile Works Co., Ltd (BAW) została założona w 2001 roku i obejmuje oryginalne Beijing Automobile Works, a także pierwsza chińska spółka joint venture w branży motoryzacyjnej Beijing Jeep, Beijing Automobile Assembly i Foton Motor.
W 2010 roku BAW stał się spółką zależną Beijing Automotive Group (BAIC).
W maju 2020 r. BAIC Grupa sprzedała swoje udziały w BAW spółce Qingdao Fulu Investment Holding Group, prywatnej spółce specjalizującej się w produkcji pojazdów elektrycznych o małej prędkości.  BAW oficjalnie odłączał się od Grupy BAIC i przechodził z przedsiębiorstwa państwowego do przedsiębiorstwa prywatnego. Siedziba BAW została przeniesiona z Pekin do Qingdao, Shandong.
W kwietniu 2023 r. BAW została przejęta przez Shandong Weiqiao Pioneering Group, prywatną spółkę działającą w branży tekstylnej i aluminiowej.
W czerwcu 2024 roku BAIC Group wydała oświadczenie wyjaśniające. W oświadczeniu wskazano, że Beijing Automobile Works Co., Ltd. oraz BAIC Group nie mają powiązań kapitałowych ani praw majątkowych.